# Tranzystor mesa

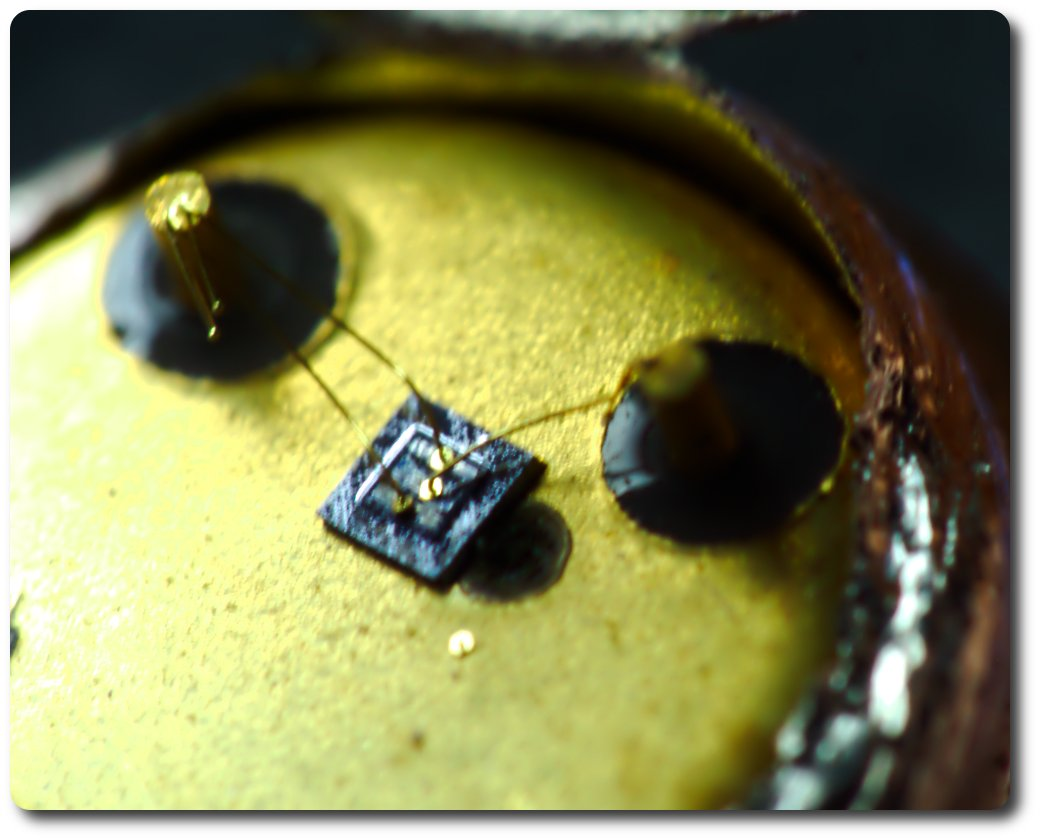
Wnętrze tranzystora BF505

Tranzystor mesa – bipolarny tranzystor wielkiej częstotliwości wytwarzany metodą wielokrotnej dyfuzji. Obecnie ma już znaczenie wyłącznie historyczne. Nazwa tranzystora pochodzi od hiszpańskiego słowa mesa (stół).
Dyfuzję domieszek z fazy stałej i gazowej opracowano w Laboratoriach Bella, odpowiednio w 1950 i 1954 roku. Już w roku 1954 w tej samej firmie skonstruowano tranzystor germanowy, w którym zarówno bazę, jak i emiter wytworzono metodą dyfuzji. Pierwsze krzemowe tranzystory mesa wyprodukował Texas Instruments w roku 1957.

## Wytwarzanie
W tranzystorach mesa płytka półprzewodnika stanowi kolektor, a bazę wytwarza się, wykorzystując dyfuzję domieszki. W tak wytworzonej bazie powtórnie przeprowadza się dyfuzję, wytwarzając złącze emitera. Następnie wytrawia się płytkę, pozostawiając jedynie centralną część tak wytworzonej struktury.

## Właściwości i zastosowanie
Ze względu na cienki obszar bazy i małą powierzchnię złącza kolektor–baza tranzystory mesa charakteryzowały się dużą częstotliwością graniczną, do kilkuset megaherców. Stosowano je w licznych urządzeniach bardzo wielkiej częstotliwości, na przykład w głowicach UKF radioodbiorników i telewizorów. Wyszły z użycia latach 60. XX wieku, wyparte przez tranzystory planarne.
W Polsce pod koniec lat 60. XX wieku uruchomiono w fabryce Tewa produkcję tranzystorów mesa germanowych typu AF514-AF516, krzemowych BF504-BF506 i przełączających krzemowych dużej mocy BUY52-BUY54. Zostały one wprowadzone do produkcji zbyt późno, gdy technologia była przestarzała (powszechnie stosowano już tranzystory epitaksjalno-planarne), i nie znalazły one szerokiego zastosowania.